# 名村元義
名村 元義（なむら もとよし）は幕末の阿蘭陀通詞、蘭学者。長崎通詞名村氏別家7代目。ジャーナリスト福地源一郎の師で、一時養子とした。

## 経歴
享和2年（1802年）生まれ。文政5年（1822年）稽古通詞、文政11年（1828年）小通詞末席となり、天保3年（1832年）から天保6年（1835年）まで江戸天文台に勤務し、天保8年（1837年）小通詞並。天保12年（1841年）9月25日養父三次郎が死去し、家督を継いだ。弘化元年（1844年）小通詞助、弘化2年（1845年）小通詞。嘉永元年（1848年）松前から護送されてきたラナルド・マクドナルドの通訳に当たった。安政2年（1855年）大通詞過人、安政4年（1857年）大通詞。長崎海軍伝習所でカッテンディーケ等の講義を通訳した。嘉永2年（1849年）年番小通詞、嘉永4年（1851年）・安政元年（1854年）・安政3年（1856年）・安政4年（1857年）参府休年出府通詞を務めた。安政6年（1859年）9月7日万屋町で死去し、晧台寺に葬られた。戒名は徳翁元義居士。

## 訳書等
- 『西暦新編』 - 天文台時代の作[1]。ペイポ・ステーンストラ (Pibo Steenstra) 原著[2]。天保8年（1837年）天文方山路諧孝編[3]。
- 『遠西火攻精選』 - 高島秋帆がオランダ商館長ニーマンから入手したセッセレル著『主要花火工品製造に関する便覧』[4]の翻訳で、19世紀初の砲術翻訳書。江川英龍門下に流布した[5]。
- 『和蘭炮術全書』 - オーフルストラテン (J.P.C. van Overstraten) 原著[6]。
- 『泰西水軍操砲鑑』 - ピラール (Jan Carel Pilaar) 原著[7]。
- 『歩兵全書』[1]
- 『遠西軍艦砲要』[1]
- 「阿蘭陀国軍艦長崎入港仕末」 - 天保15年（1844年）来港したフリゲートの見聞記[8]。

## 弟子
- 三瀬周三[1]
- 上野彦馬[1]
- 柴田昌吉[1]
- 福地源一郎 - 元義にオランダ風説書の説明を受け、ジャーナリストを志した[1]。
- 名村泰蔵[1]

## 親族
- 実兄？：小川慶右衛門 - 大通詞[1]。
- 養父：名村三次郎元武（八十郎延護） - 小通詞[1]。
- 妻：政（満佐） - 三次郎娘。天保11年（1840年）4月19日没[1]。
- 長男：名村五八郎元度 - 箱館奉行支配調下役格[1]。34歳のとき通弁として万延元年遣米使節に参加
- 養子：福地源一郎[1]
- 養子：名村泰蔵（北村元四郎）[1]
- 次男：名村貞五郎元竜 - 天保12年（1841年）生。安政5年（1858年）稽古通詞、文久元年（1861年）小通詞末席、長崎県上等通弁役・権小属。明治3年（1870年）4月12日没[1]。